# 사천 백천사 불교전적류
사천 백천사 불교전적류(泗川 百泉寺 典籍類)는 대한민국 경상남도 사천시, 백천사에 있는 조선시대의 책이다.
2010년 10월 7일 경상남도의 유형문화재 제508호 사천 백천사 전적류로 지정되었다가, 2018년 12월 20일 현재의 명칭으로 변경되었다.

## 개요
사천 백천사 불교전적류는 전체 3권이다.
몽산화상법어약록(蒙山和尙法語略錄)은 15세기 내지 16세기 한국의 한글 발전의 모습을 연구하는데 아주 중요한 자료이다.
중편현수법수(重編賢首法數)는 불가에서 숫자를 위주로 하여 순차를 정하여 각종 숙어를 편집한 일종의 사전으로 희소성이 높은 자료이다.
불설수생경·불설예수십왕생칠경(합부)(佛設壽生經·佛設預修十王生七經(合部))은 예수재 등 큰 행사시에 독경용으로 사용되는 경전으로 귀중본이다.
3책 모두 산질이 아닌 단행본으로 300~400년이 넘는 역사성과 희귀성을 지니는 귀중한 자료이다.

## 참고 자료
- 사천 백천사 불교전적류 - 국가유산청 국가유산포털